# Lawrenti Beria

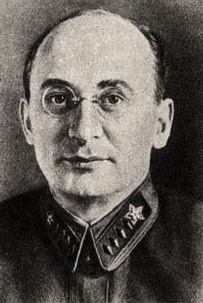
Lawrenti Beria (um 1939)

Lawrenti Beria (georgisch ლავრენტი ბერია; russisch Лаврентий Павлович Берия/Lawrenti Pawlowitsch Berija; wiss. Transliteration Lavrentij Pavlovič Berija; * 17. Märzjul. / 29. März 1899greg. in Mercheuli bei Sochumi; † 23. Dezember 1953 in Moskau) war ein kommunistischer Politiker (KPdSU) und von 1938 bis 1953 Chef der Geheimdienste der Sowjetunion.
Seine Position machte ihn zu einer Schlüsselperson des Terrors der „Stalinschen Säuberungen“, wobei er sein Amt erst in deren Spätphase übernahm. Neben zahlreichen weiteren Verbrechen und Massenmorden wie dem Massaker von Katyn war er maßgeblich verantwortlich für die Deportationen mehrerer sowjetischer Volksgruppen in den 1940er Jahren, in deren Folge mindestens eine halbe Million Menschen starben. Nach dem Zweiten Weltkrieg war Lawrenti Beria auch der Cheforganisator des sowjetischen Atombombenprojekts. Bald nach Stalins Tod 1953 wurde Beria auf Betreiben einiger sowjetischer Führungspersonen verhaftet und erschossen. Die Todesumstände sind nicht vollständig geklärt. Beria gilt, neben Stalin selbst, als Personifizierung der innenpolitischen Gewaltexzesse in der Sowjetunion der Stalin-Ära, auch wenn der Große Terror bereits unter seinem Vorgänger Nikolai Jeschow stattfand.

## Leben
Lawrenti Beria wurde 1899 im Russischen Kaiserreich als Sohn einer armen mingrelischen Bauernfamilie mit vier Kindern in einem Dorf bei Sochumi in Kaukasien geboren. Lawrenti Berias Mutter war zweimal verheiratet. Beria erhielt seine Schulausbildung an der städtischen Lehranstalt zu Suchumi. Es gab in der Schule keinen Diebstahl oder keine Zuträgerei, an denen Beria nicht direkt oder indirekt beteiligt war. Einmal stahl er die Mappe mit den Beurteilungen der Schüler und organisierte über Strohmänner den Verkauf dieser gestohlenen Unterlagen. Er bewirkte die Entlassung seines Klassenlehrers.
Er zog 1915 nach seinem Schulabschluss nach Baku und begann am Polytechnikum Architektur zu studieren. Beria erwarb im Sommer 1917 sein Diplom. Er wurde im Sommer 1917 zur Kaiserlich Russischen Armee eingezogen und im Ersten Weltkrieg an der rumänischen Front eingesetzt. Mit einem amtlichen Dokument wurde er nach einem halben Jahr aus gesundheitlichen Gründen ausgemustert und ging zurück nach Baku.

### Geheimdienstler in Aserbaidschan und Georgien 1919–1938
Zur Zeit des russischen Bürgerkriegs schloss sich Beria den Bolschewiki an, indem er sich 1919 der Partei als Informant beim Müsavat-Geheimdienst anbot. Später ließ Beria seinen Parteieintritt auf März 1917 rückdatieren. Diese Rückdatierung wurde später fälschlicherweise immer wieder in Medien übernommen. Im gleichen Jahr wurde ihm die erste offizielle Geheimdiensttätigkeit beim sowjetrussischen Sicherheits- und Geheimdienst Tscheka übertragen, als er als Spion in die in Georgien regierende Partei eingeschleust wurde. Er entkam einer Hinrichtung nur durch Zufall und wurde mehrfach verhaftet. Schon bald wurde er durch Grigori Ordschonikidse gefördert. Ordschonikidse stellte ihn 1926 dem Generalsekretär der Partei, Stalin, vor. In Aserbaidschan unterstand Beria Mir Dschafar Bagirow, der durch blutige Strafaktionen bekannt geworden war. Die Freundschaft zwischen beiden war eng, kannten sie sich doch schon aus den Zeiten des Bürgerkriegs. Die Tscheka war zu dieser Zeit in Aserbaidschan für ihre Grausamkeit berüchtigt, Berias übergeordnete Abteilung führte unter anderem den Kampf gegen Konterrevolutionäre und Spione. Seine Arbeit wurde gelobt, auch wenn es zum Konflikt mit der Partei über den zunehmenden Einfluss der Tscheka kam.
Schließlich wurde Beria nach Georgien versetzt, wo er eine Gruppe loyaler, hauptsächlich einheimischer Leute um sich sammelte. Als er seinen Dienst in Georgien antrat, waren repressive Maßnahmen wie Verhaftungen durch die Tscheka gegen die breite Opposition bereits in vollem Gange. Im Zusammenhang mit der Niederschlagung dieses Aufstandes erwähnte Beria laut einem Zeugenbericht erstmals, dass die Tscheka – und damit er selbst – in Georgien für Massenverhaftungen und -hinrichtungen verantwortlich war.
Nach der Umbenennung der Tscheka in GPU wurde Beria ihr Chef in Georgien. Er sorgte dafür, dass ab 1929 keinerlei politischer Widerstand in Georgien mehr zu erwarten war. Mit dem Beginn der Zwangskollektivierung und der Politik zur Vernichtung der Kulaken begannen im selben Jahr die Zwangsmaßnahmen gegen die ländliche Bevölkerung, die zur massenweisen Verbannung oder Deportation in Konzentrationslager führten. Widerstände wurden, wie überall in der Sowjetunion, durch Miliz, Armee oder GPU blutig niedergeschlagen. In einem Brief an Stalin forderten Beria und der Führer der übergeordneten transkaukasischen GPU Stanislaw Redens erfolgreich, dass die Terrormaßnahmen ausgeweitet und die Verantwortung vornehmlich der GPU- und nicht der Partei-Führung zufallen sollte. Dieser politische Machtgewinn steigerte Berias Ansehen. Um seine Karriere weiter voranzutreiben, sammelte er Informationen über andere Parteimitglieder und nutzte diese zu seinem Vorteil, so auch über Redens, dessen Posten er schließlich übernahm.

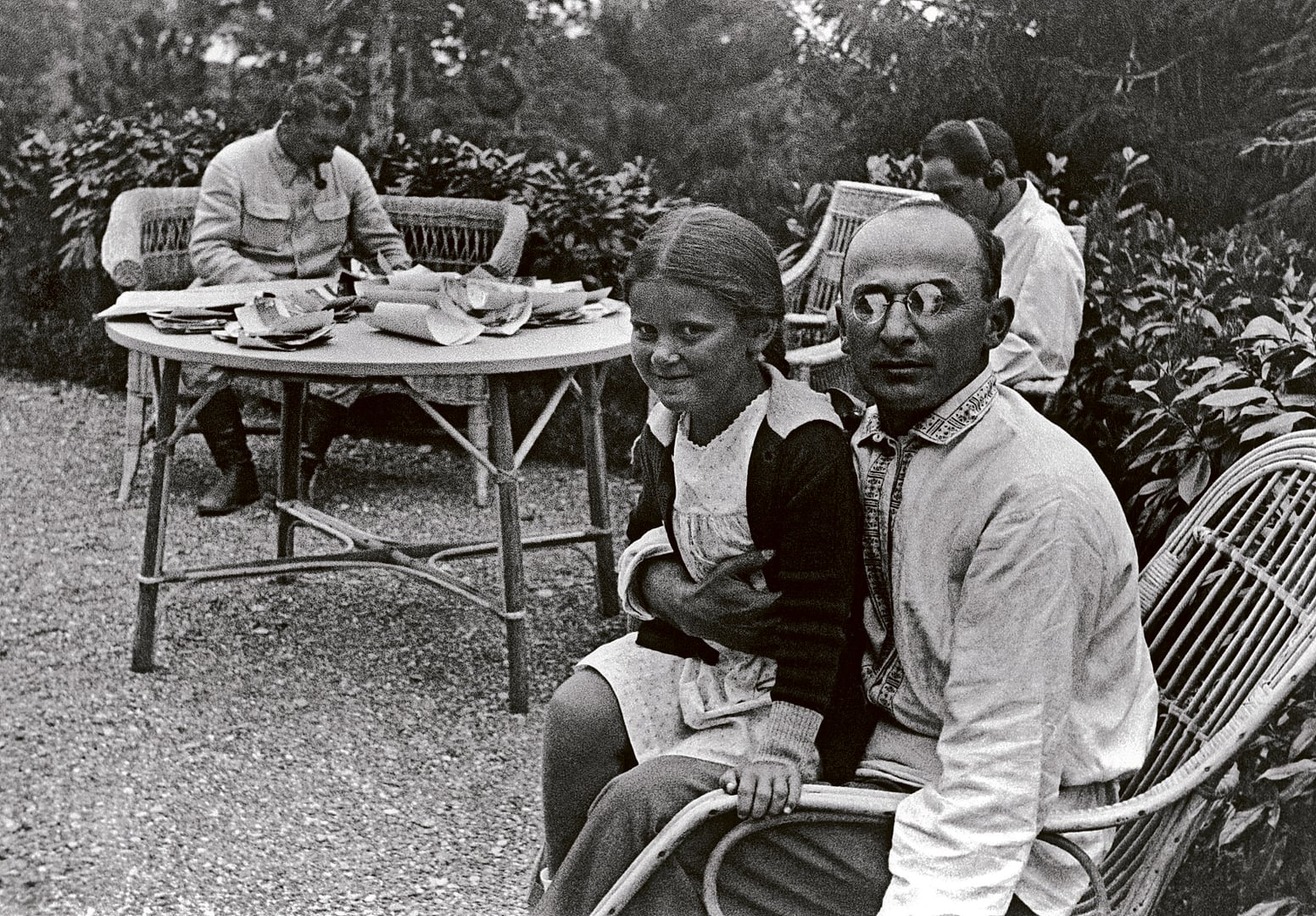
Swetlana Stalina mit Lawrenti Beria und ihrem Vater Stalin (sitzend im Hintergrund); von Beria teilweise verdeckt wird Nestor Lakoba, 1936. Unbekannter Autor, 35-mm-Film.

1931 wurde Beria auf Wunsch von Stalin und unterstützt durch den abchasischen Parteichef Nestor Lakoba schließlich zum Vorsitzenden der kommunistischen Partei in Georgien ernannt. Anfängliche Widerstände konnte er durch das Aufdecken angeblicher wirtschaftsfeindlicher Gruppierungen innerhalb der Kommissariate beseitigen und Posten durch ihm hörige Geheimdienstleute aus den Reihen der GPU ersetzen. Ihm missliebige Parteimitglieder ließ er dabei erschießen. 1932 übernahm er den Vorsitz der KP in der Transkaukasischen Föderativen Sowjetrepublik und gab dafür sein georgisches Amt auf, ab Januar 1934 hatte er sogar beide Posten inne. Während seiner Amtszeit konnte er diverse wirtschaftliche Erfolge verbuchen, so im Bereich der Teeproduktion, der Ölförderung und der Schwerindustrie, musste allerdings auch mit geringen Ernteerträgen und zu hohen Plansolls kämpfen. Außerdem war Beria verantwortlich für den verstärkten Personenkult um Stalin und schrieb ein propagandistisches Geschichtswerk über Transkaukasien. Auch einen eigenen Personenkult erschuf er und praktizierte diesen in zunehmender Weise vornehmlich in Georgien.
Im Zuge des Großen Terrors gewann der georgische Leiter der 1934 in NKWD umbenannten Geheimpolizei an Bedeutung. Beria folgte den Anweisungen aus Moskau zur Anwendung von Folter, veranstaltete Schauprozesse, ließ Angehörige der Intelligenz, Parteimitglieder wie Nestor Lakoba, Arbeiter und Bauern zu Tausenden inhaftieren, foltern und hinrichten. Er nutzte den willkürlichen Terror, um persönliche Feinde aus dem Weg zu schaffen. Durch seinen Arbeitseifer hatte er bald einen guten Ruf bei Stalin. Dieser machte ihn im Juli 1938 zum Assistenten des Chefs des gesamtsowjetischen NKWD, Nikolai Jeschow. Im August 1938 wurde Beria Erster Stellvertretender Vorsitzender des NKWD und am 29. September 1938 dann Chef des Staatssicherheitsdienstes (GUGB) im NKWD. Jeschow ahnte, dass er von Beria abgelöst werden sollte, und begann, genau wie sein Gegenpart, belastende Informationen über diesen zu sammeln. Der Machtkampf beider kulminierte, als Jeschow plante, Beria verhaften zu lassen. Beria, der vor der drohenden Verhaftung gewarnt wurde, konnte jedoch unmittelbar vorher bei Stalin vorsprechen und ihn von seiner Loyalität überzeugen.

### Chef des NKWD 1938
Schon am 25. November 1938 löste Beria Jeschow ab, der am 4. Februar 1940 hingerichtet wurde. Beria wurde Volkskommissar des Inneren (NKWD), dem die Inneren Streitkräfte, die Miliz, die Gefängnisse und das Lagersystem des GULag zugeordnet waren. Von Beria wurde der staatlich organisierte Terror ausgeführt. Sein Machtantritt beendete den Großen Terror.
Vom 22. März 1939 bis zum 19. März 1946 war er Kandidat des Politbüros der Kommunistischen Allunions-Partei (Bolschewiki) (WKP (B)). Erst nach sieben Jahren stieg er in das höchste politische Gremium der UdSSR auf: Beria wurde am 19. März 1946 Vollmitglied im Politbüro der WKP (B) bzw. KPdSU und blieb es bis zur Amtsenthebung am 26. Juni 1953.
Nach dem deutschen Überfall auf die Sowjetunion am 22. Juni 1941 bildete Beria am 30. Juni 1941 zusammen mit Stalin, Molotow, Woroschilow und Malenkow das Staatliche Verteidigungskomitee, das für die Zeit des Krieges den Rat der Volkskommissare als oberstes Regierungsorgan ablöste.

### Terror und Verbrechen 1938–1945
Die stalinistischen Säuberungen wurden von Beria weiter betrieben. Stalin soll Beria 1945 in Jalta als „unseren Himmler“ bezeichnet und ihn oft auch als „Der Ankläger“ (Vorbild war Andrei Januarjewitsch Wyschinski) tituliert haben. Wsewolod Merkulow (1946 NKGB-Chef), Wiktor Abakumow (1946–1951 MGB-Chef), Bogdan Kobulow, Schalwa Zereteli sind die Namen einiger seiner Helfer. 1939 überwachte Beria persönlich die Erschießung von 413 prominenten Häftlingen, darunter Politbüromitglieder und bedeutende Militärs, und 1940 auch die von Jeschow.
Die große Terrorwelle endete, der Terror selbst blieb:
- Beria unterstand das Laboratorium Nr. 12 – damals unter der Leitung des Toxikologen Grigori Moissejewitsch Mairanowski –, in dem unter Anwendung von Menschenversuchen die Entwicklung von Giften vorangetrieben wurde.[6]
- Im ersten Jahr des Zweiten Weltkrieges fasste das Politbüro auf Berias Vorschlag am 5. März 1940 den Beschluss, 26.500 bei der sowjetischen Aggression gegen Polen im September 1939 gefangene polnische Offiziere und verhaftete Führungspersönlichkeiten ermorden zu lassen. Der Beschluss über seine Tischvorlage, der die Polen als „Konterrevolutionäre“ und unversöhnliche Feinde des Sowjetsystems hinstellte, führte zum Massaker von Katyn. Ein Faksimile des von Beria stammenden Dokuments wurde vom russischen Präsidenten Boris Jelzin im Oktober 1992 dem polnischen Staatspräsidenten Lech Wałęsa überreicht.
- 1941, als die Gefahr der Eroberung Moskaus bestand, ließ Beria tausende Häftlinge seiner Moskauer Gefängnisse töten.
- Beria ließ gemeinsam mit Iwan Serow im Frühjahr 1944 rund 500.000 Tschetschenen und Inguschen aus Tschetscheno-Inguschetien nach Kasachstan und Kirgisistan verschleppen.
- 1944 veranlasste Beria die Zwangsumsiedlung weiterer 300.000 bis 400.000 Menschen. Diesmal waren Balkaren, Kalmücken und Karatschaier betroffen. Es folgten 160.000 Krimtataren und Mescheten.
- Von den über 1,5 Millionen Zwangsdeportierten verloren nach NKWD-Berichten bis zu 500.000 ihr Leben.
- Beria verfügte in jedem Moskauer Gefängnis über ein Büro, in dem er Folterungen von Verhafteten beiwohnte. Mit Wissen Stalins gingen diese Folterungen in Berias Privathaus weiter und wurden von Beria persönlich vorgenommen. 1980 wurden in einem unterirdisch verlaufenden Gang zwischen seinem Haus und der Unterkunft seiner Leibwächter menschliche Skelette aufgefunden.[7]
- Am 18. April 1945 wurden auf Befehl Berias (NKWD-Befehl Nr. 00315)[8] mit dem Ziel der Säuberung des Hinterlandes der kämpfenden Truppen der Roten Armee von feindlichen Elementen im sowjetisch besetzten Teil Deutschlands (SBZ) unter der Leitung von Iwan Serow und Michael Swiridow Speziallager eingerichtet. Sie wurden als Teil des Gulag-Systems in erster Linie genutzt, um Personen auszuschalten, die als gefährlich für die Etablierung des sowjetischen Systems in den besetzten Gebieten angesehen wurden.[9]

1943 unterstellte Stalin sich selbst die militärische Spionageabwehrorganisation, die den Namen SMERSCH erhielt. Am 16. April 1943 unterteilte Stalin erneut das riesige NKWD in zwei getrennte Behörden: das NKGB (Staatssicherheit) mit Merkulow an der Spitze und den NKWD (u. a. allgemeine Polizei, Lager) unter Berias Leitung, der aber Oberherr (Kurator) beider Institutionen blieb.

### Nachkriegszeit
Unmittelbar nach dem Ende des Zweiten Weltkriegs ernannte Stalin Beria, der als sein Stellvertreter und Chef des NKWD über alle Ressourcen im sowjetischen Machtbereich verfügen konnte, zum Verantwortlichen für den Bau einer sowjetischen Atombombe. Die Entwicklung der Atombombe vertraute Beria der täglichen Aufsicht von General Awraami Sawenjagin (1901–1956) an. Am 29. August 1949 konnte die erste sowjetische Atombombe gezündet werden. Bis zu seinem gewaltsamen Tod fungierte Beria als Chef des sowjetischen Atomwaffen-Komplexes.
Am 9. Juli 1945 wurde Beria zum Marschall der Sowjetunion ernannt.
1946 wurde Beria von Wiktor Abakumow als Minister für Staatssicherheit abgelöst – für Beria eine Zurücksetzung; er blieb aber zunächst „Kurator“ aller Organe des Inneren. Die Gräueltaten ab dieser Zeit müssen Abakumow zugerechnet werden. Dafür wurde er 1954 hingerichtet. Dann erhielt auch noch von 1946 bis 1949 Alexei Kusnezow im Sekretariat des Zentralkomitees die Zuständigkeit für alle Sicherheitsfragen.
Erst 1946 wurde Beria Vollmitglied im Politbüro. Er gehörte in den ersten Nachkriegsjahren neben Molotow, Malenkow und Mikojan zu den engsten und ständigen Begleitern Stalins. Molotow und Mikojan verloren jedoch zunehmend an Macht. Der „Kronprinz“ Andrei Schdanow stieg auf, starb aber bereits 1948.
Nach einer Intrige Berias, der sog. Leningrader Affäre, wurden 1950 auch die aufstrebenden Politbüromitglieder Nikolai Wosnessenski und Alexei Kusnezow ermordet.
Beria suchte Stalins Misstrauen zu zerstreuen und förderte die Gerüchte über eine um sich greifende Ärzteverschwörung. Am 28. Februar 1953 gehörte Beria zu den Teilnehmern eines bis in den Morgen des 1. März ausgedehnten Abendessens bei Stalin. Laut Wjatscheslaw Molotows Erinnerungen, die 1991 veröffentlicht wurden, hat Beria ihm gegenüber behauptet, er habe Stalin beim Abendessen vergiftet.
Als Stalin am 1. März einen Schlaganfall erlitt, stellte sich heraus, dass ohne Berias Erlaubnis keine Ärzte zu Stalin kommen durften. Erst gegen drei Uhr nachts des 2. März wurde Beria ausfindig gemacht. Er erklärte daraufhin gegenüber den Bediensteten, Stalin schlafe fest und dürfe nicht gestört werden. Daraufhin verbot er ihnen und den Leibwachen zu telefonieren. Erst gegen neun Uhr kehrte er mit Politbüromitgliedern und Ärzten zurück. Danach begab er sich in den Kreml und kam einige Stunden später zurück. Auf seine Veranlassung hin wurde nun eine Regierungsmitteilung über Stalins Erkrankung veröffentlicht. Am 5. März starb Stalin.

### Entmachtung und Tod 1953

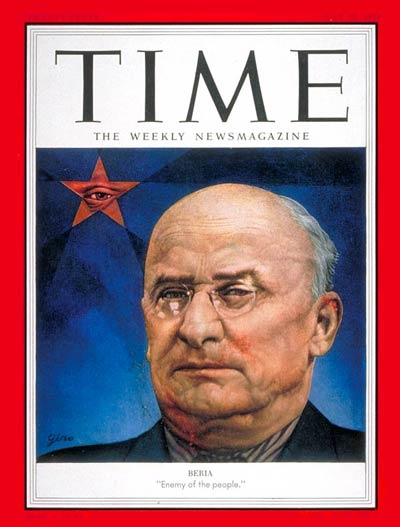
Beria auf dem Time-Cover 1953

Beria wurde nun zunächst Erster Stellvertretender Ministerpräsident und Innenminister im Kabinett von Georgi Malenkow. Beria bewirkte die erneute Verschmelzung von Innenministerium und Geheimdienst, um an der Spitze der so geschaffenen Organisation eine möglichst umfassende Macht im Erbfolgekampf gegen Malenkow und Nikita Chruschtschow zu erlangen. Nur wenige Tage nach Stalins Tod ordnete Beria erste Schritte zur Entstalinisierung wie die Freilassung der im Zuge der Vorbereitung des Ärzteprozesses verhafteten Beschuldigten und Verhaftung der Verantwortlichen im Geheimdienst sowie das Verbot der Folter an.
Beria galt als Gegner einer Eigenständigkeit der DDR und wollte nach Ansicht des Historikers Wilfried Loth „mit dem Spuk des ‚Aufbaus des Sozialismus‘ in der DDR aufräumen und die Deutschlandpolitik energisch auf die Herstellung der Einheit“ ausrichten.
Im Politbüro war Beria – nach Malenkow – die Nummer zwei. Er konnte sich jedoch nicht mehr lange in seinen Positionen halten, da er den anderen neun Politbüromitgliedern zu mächtig geworden war. Vor allem traute man Beria zu, sich nach Stalin mit Hilfe des MGB (Ministerium für Staatssicherheit) als neuer Diktator durchzusetzen. Am 2. Juni 1953 setzte er sich bei einer Sitzung des Politbüros für die deutsche Wiedervereinigung auf Basis von Neutralität und Demokratie ein. Daraufhin wurde Beria vorgeworfen, diese Initiative und auch andere vergleichbare Aktivitäten nur als Mittel zu seiner eigenen Machtergreifung durchgeführt zu haben. Die Kollegen Berias im Führungsapparat und in Militärkreisen waren sich seiner diktatorischen Ansprüche als Chef des MGB bewusst. Beria wurde bei der Sitzung des Zentralkomitees der KPdSU unter Vorsitz von Nikita Chruschtschow am 26. Juni 1953 verhaftet. Auf dem Plenum des ZK der KPdSU im Juli 1953 wurde dieser Schritt unter Anbringung diverser Vorwürfe gegen Beria gerechtfertigt. Seine Anhänger verloren ihren Einfluss und wurden zum Teil verhaftet, einige erschossen. Das „Superministerium“ wurde wieder in das klassische Innenministerium und den nun in KGB umbenannten Geheimdienst aufgeteilt.
Beria wurde vor dem Obersten Gericht der Sowjetunion wegen Spionage zum Nutzen Großbritanniens in den 1920er-Jahren und des Versuchs der Beseitigung der Sowjetmacht angeklagt. In dem geheim geführten Prozess wurde am 23. Dezember 1953 das Todesurteil ausgesprochen und noch am selben Tage durch Erschießen vollstreckt.
Berias Sohn behauptete jedoch, sein Vater sei bereits am 26. Juni (vielleicht auch am 27. Juni) in seiner Dienstwohnung erschossen worden. Er selbst habe den Abtransport der Leiche gesehen, die Verhaftung und der Prozess seien inszeniert gewesen. Nach der Exekution wurde die Leiche eingeäschert und die Asche anonym auf dem Donskoi-Friedhof verscharrt. Die New York Times schrieb am 11. Juli 1953, dass „… angenommen wird, die Verhaftung Berias sei am 27. Juni vonstatten gegangen, als die Panzer in Moskau erschienen. Am Nachmittag desselben Tages, an dem die Abwesenheit Berias in der Oper bemerkt worden war, sah man einige Stunden lang Soldaten.“ In derselben Zeitung vom 14. Juli stand, dass die Sowjetarmee, d. h. „Marschall Schukow, die Schlüsselfigur beim Sturz von Beria war“. Die London Evening News vom 29. Juli 1953 schrieb, dass sich die Macht in Moskau in den Händen eines Militär-Triumvirats befinde, an dessen Spitze Marschall Schukow stehe. Es war nach dieser – historisch nicht mehr haltbaren – Lesart von der Erschießung Berias durch Schukow selbst in dessen Diensträumen am Tag der Verhaftung auszugehen.
Im Juni 2010 bestätigte der Stabschef der russischen Luftstreitkräfte, Generalleutnant Wadim Wolkowizki, dass Beria am 23. Dezember 1953 hingerichtet worden sei und dass Generaloberst Pawel Batizki (ab 1968 Marschall der Sowjetunion) persönlich das Urteil vollstreckt habe.

### Sonstiges
Auf einer Seite der 1952 erschienenen Großen Sowjetischen Enzyklopädie (Band 5) war ein Artikel über Beria zusammen mit seinem Porträt platziert worden. 1954 wandte sich das Redaktionsteam an all seine Abonnenten mit dringlicher Empfehlung, sowohl das Bild als auch den Text mit „Schere und Rasiermesser“ zu entfernen.
Mit dem Urteil des Militärkollegiums des Obersten Gerichts der Russischen Föderation vom 29. Mai 2002 wurden Beria die politisch motivierten Repressalien in der Sowjetunion zur Last gelegt. Eine Rehabilitierung sei daher nicht möglich.

### Privates
Beria war mit Nina Gegetschkori verheiratet. Sie entstammte einer aristokratischen Familie, absolvierte ein Hochschulstudium in Wirtschaft und arbeitete in einer Bank. Beria hatte einen ehelichen Sohn, Sergo, sowie weitere, außereheliche Kinder.

## Publikationen

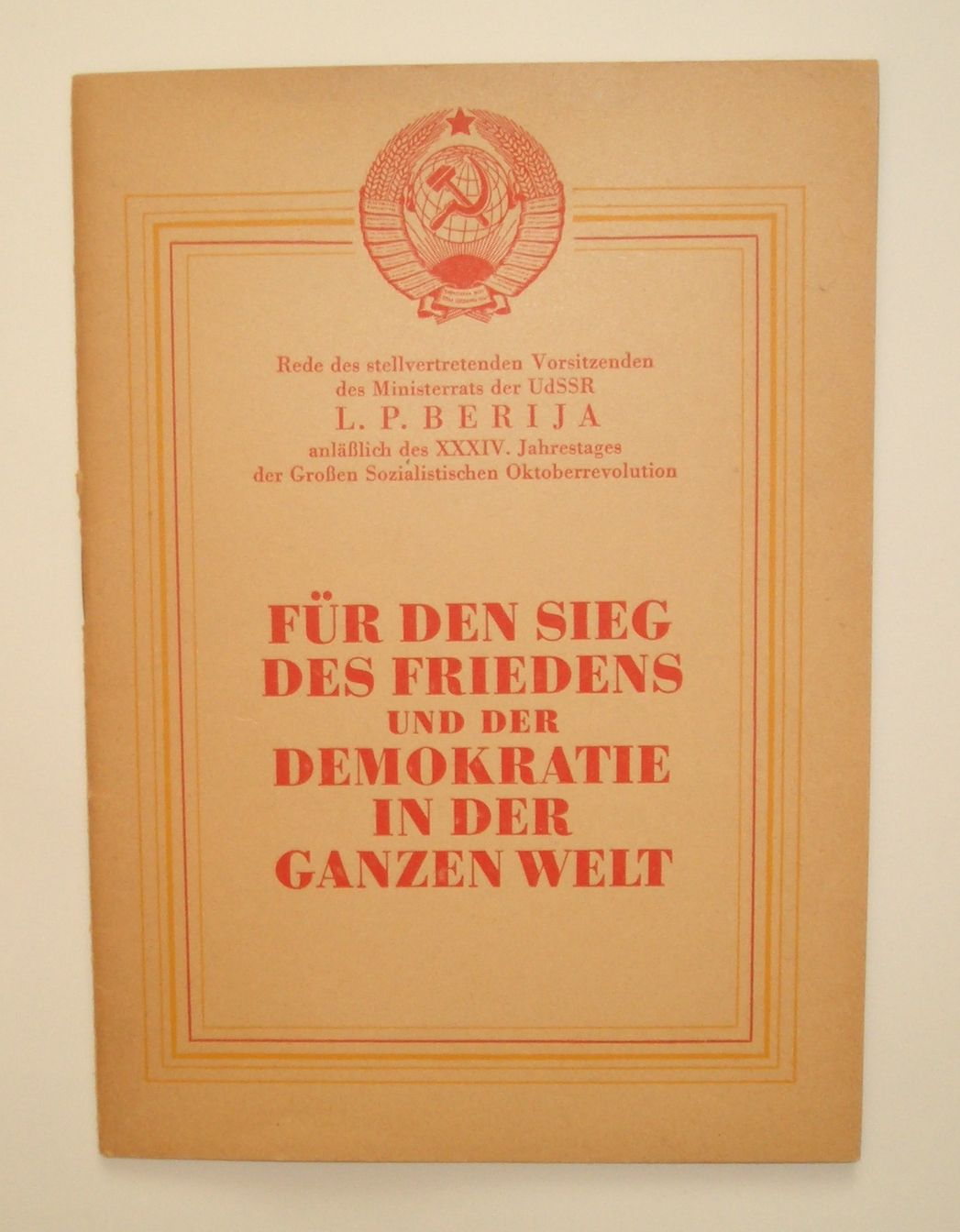
L. P. Beria: Für den Sieg des Friedens und der Demokratie in der ganzen Welt, Rede des stellvertretenden Vorsitzenden des Ministerrats der UdSSR, L. P. Beria, anlässlich des XXXIV. Jahrestages der Großen Sozialistischen Oktoberrevolution, Berlin 1951

- Zur Geschichte der bolschewistischen Organisationen in Transkaukasien. Verlagsgenossenschaft ausländischer Arbeiter in der UdSSR, Moskau 1936, DNB 572256299. (verschiedene Auflagen, in deutscher Übersetzung: Dietz-Verlag Berlin, 1950, in der Buchreihe Bücherei des Marxismus-Leninismus, Band 20). Im Prozess gegen Beria gab dieser am 21. Dezember 1953 zu, dass nicht er, sondern E. A. Bedia, Direktor der georgischen Zweigstelle des Marx-Engels-Lenin-Instituts, das Werk verfasst hatte. Weil dieser sich darüber beklagte, wurde er verhaftet und erschossen.[17]
- Für den Sieg des Friedens und der Demokratie in der ganzen Welt. Rede des stellvertretenden Vorsitzenden des Ministerrats der UdSSR, L. P. Beria, anlässlich des XXXIV. Jahrestags der Großen Sozialistischen Oktoberrevolution. Berliner Verlag, 1951, DNB 572256272.
- Die Sowjetunion stärker denn je. Rede des Stellvertretenden Vorsitzenden des Ministerrats der UdSSR, des Mitglieds des Politbüros der KPdSU (B). Dietz Verlag, Berlin 1952, DNB 450402010. (XIX. Parteitag der KPdSU).
- Georgi M. Malenkow, Lawrentij P. Beria, Wjatscheslaw M. Molotow: Reden auf der Trauerkundgebung am Tage der Beisetzung von Josef Wissarionowitsch Stalin auf dem Roten Platz in Moskau: 9. März 1953. Dietz, Berlin 1953.
- The Selected Works of Lavrentiy Beria. Prism Key Press, New York 2011, ISBN 978-1-4680-8143-5.